# Varesnes
Varesnes – miejscowość i gmina we Francji, w regionie Hauts-de-France, w departamencie Oise.
Według danych na rok 1990 gminę zamieszkiwały 382 osoby, a gęstość zaludnienia wynosiła 42 osoby/km² (wśród 2293 gmin Pikardii Varesnes plasuje się na 625. miejscu pod względem liczby ludności, natomiast pod względem powierzchni na miejscu 522.).